# Schwertransport

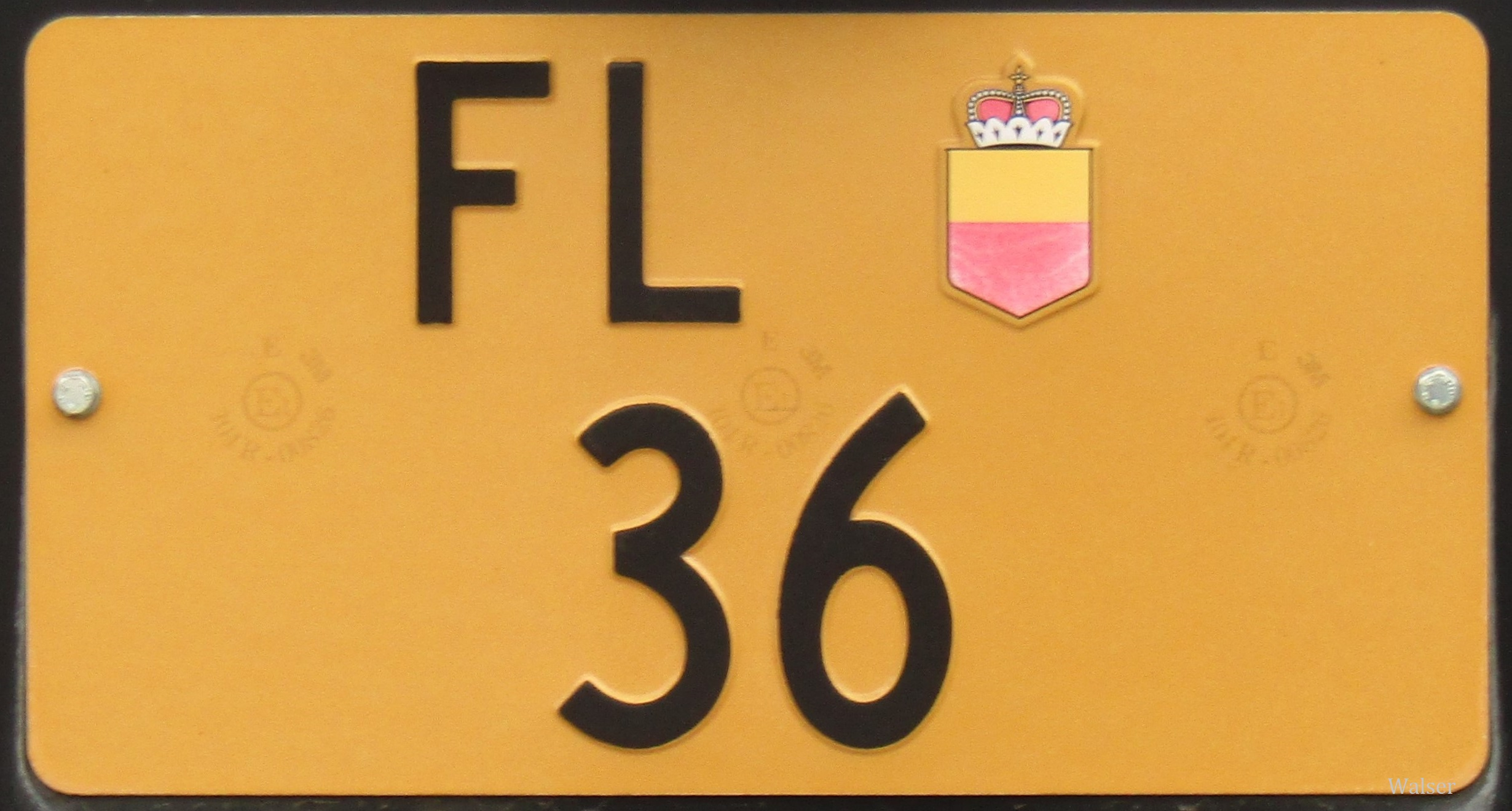
Kontrollschild (Liechtenstein) für Ausnahmefahrzeuge.

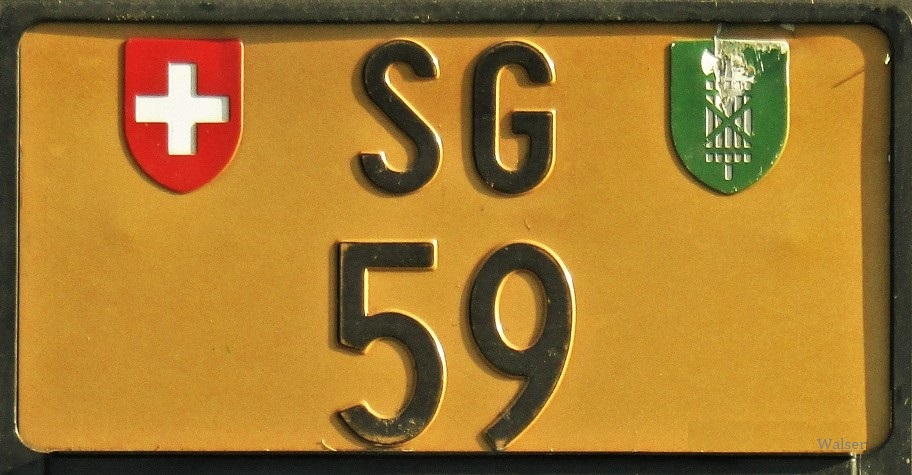
Kontrollschild (Schweiz) für Ausnahmefahrzeuge.

In Deutschland werden Frachtguttransporte im Straßenverkehr, die nicht maß- oder gewichtsgerecht sind, als Großraum- und Schwertransporte (auch: Schwerguttransport) bezeichnet. In der Schweiz und in Liechtenstein werden solche Transporte als Ausnahmetransporte bezeichnet, Fahrzeuge des Straßenverkehrs werden als Ausnahmefahrzeuge bezeichnet. Letztere sind in beiden Ländern an braunen Kontrollschildern erkennbar.

## Straßenverkehr

### Deutschland

#### Definition

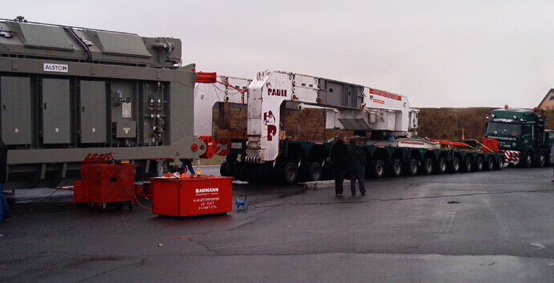
Schwertransport eines Transformators, Tragschnabel (weiß) nicht angekuppelt

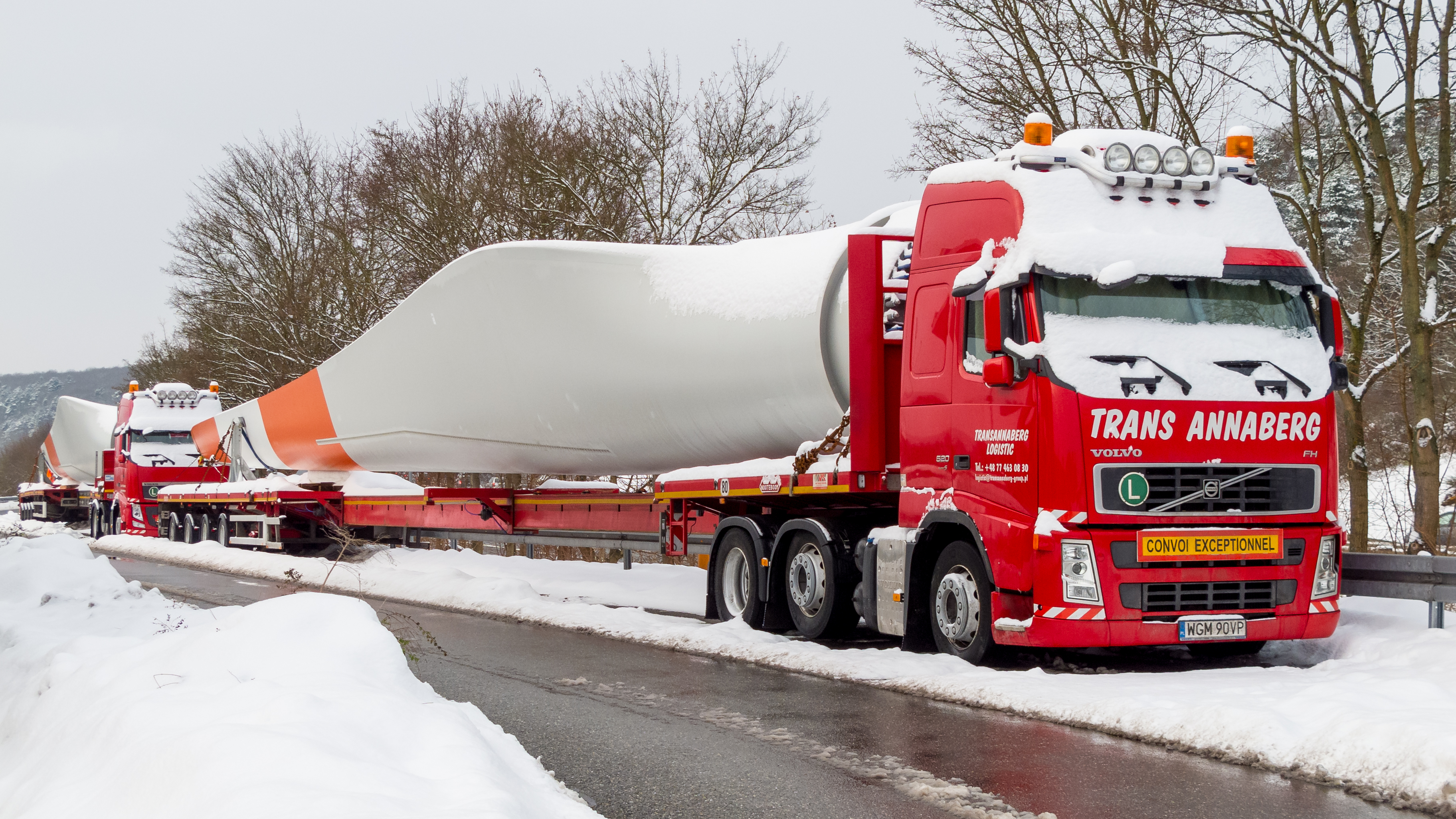
Transport eines Flügels einer Windkraftanlage

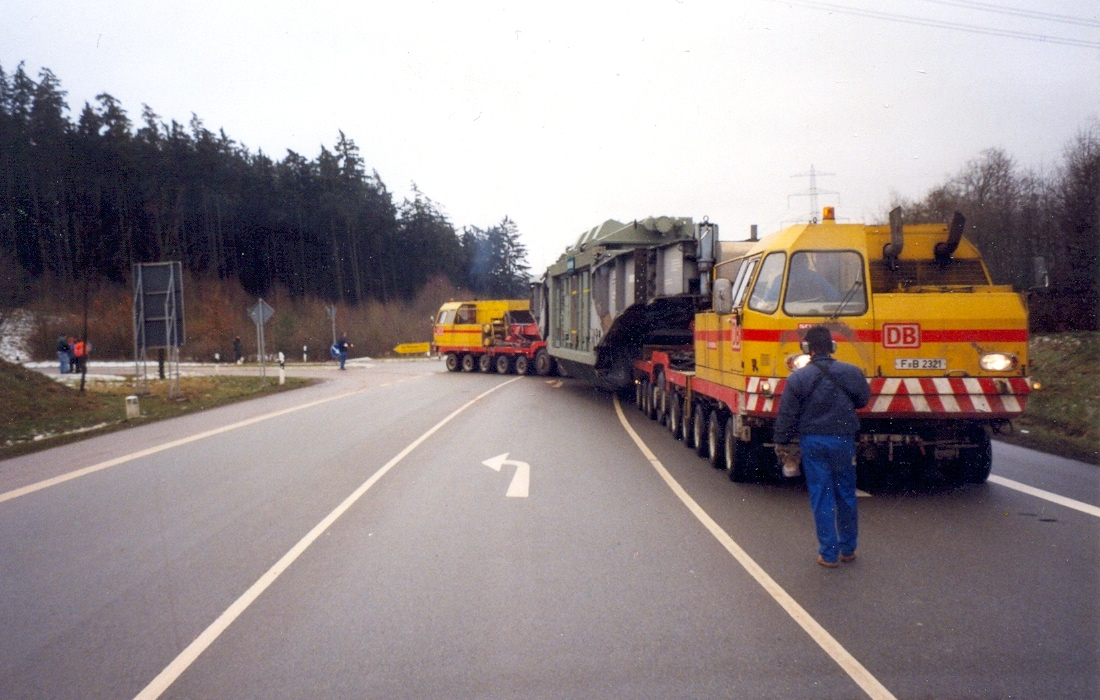
Transport eines Transformators mit ca. 300 t, bahnkompatible Tragschnäbel auf zwei Zugmaschinen

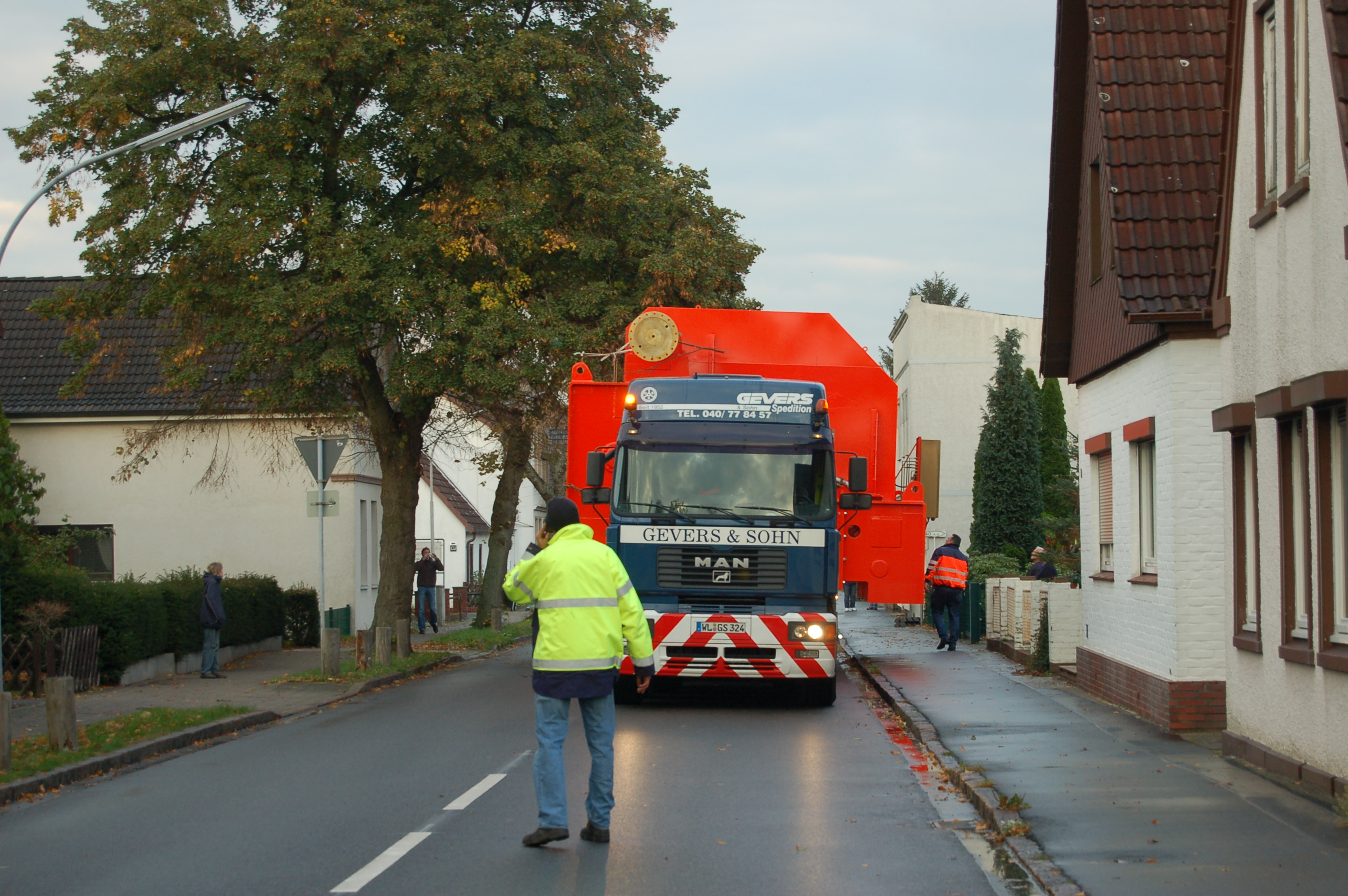
Schwertransport mit Überbreite

Großraum- und Schwertransporte überschreiten die zulässigen Abmessungen, Achslasten oder Gesamtmassen der §§ 32 und 34 der Straßenverkehrs-Zulassungs-Ordnung (StVZO), siehe auch Nutzfahrzeug/Maße und Gewichte. Es werden folgende Arten unterschieden::S. 19f
1. Großraumtransporte haben Abmessungen, die nicht den Vorgaben des § 32 StVZO entsprechen, deren Masse aber innerhalb der Grenzen des § 34 StVZO liegt (z. B. ein Blechsilo, ein Tank, ein Schwimmbecken). Ein Sonderfall von Großraumtransporte sind die sogenannten Langtransporte, deren Transportgut eine Länge von mehr als 20 Metern aufweist (z. B. Holz-Dachbinder, Rotorblätter von Windkraftanlagen, Mastschüsse, ein Maibaum).
2. Schwertransporte haben Gesamtmassen und Achslasten, die nicht den Vorgaben des § 34 StVZO entsprechen, deren Abmessungen aber innerhalb der Grenzen des § 32 StVZO liegen (z. B. Betonträger, Kranballast).
3. Großraum- und Schwertransporte überschreiten sowohl die gesetzlichen Abmessungen als auch die zulässigen Massen (z. B. Großtransformatoren, Turbinen, Gasphasenreaktoren).

#### Erforderliche Genehmigungen

##### Übersicht
Die Straßenquerschnitte und deren Dimensionierung werden auf der Basis von sogenannten Bemessungsfahrzeugen festgelegt. Großraum- und Schwertransporte können je nach Beschaffenheit der Ladung diese Festlegungen überschreiten. Um die Entwicklung der Technik nicht zu behindern, unnötige Härten zu vermeiden oder Unsicherheiten über die Rechtslage zu beseitigen, hat der Gesetzgeber die Möglichkeit geschaffen, Ausnahmegenehmigungen zu beantragen.:S. 21f
Für Fahrzeuge, die von den Vorschriften der StVZO abweichen, ist eine Ausnahmegenehmigung gemäß § 70 StVZO (sogenannter „70er“) erforderlich. Dabei wird nur allgemein geprüft, ob das Fahrzeug trotz Abweichung von den allgemeinen Bau- und Betriebsvorschriften zum Verkehr zugelassen werden kann und somit für eine geeignete Strecke zur Verfügung steht bzw. stehen könnte, nicht aber, ob eine konkrete Strecke geeignet ist.:S. 43
Werden bei einem konkreten Transport die Abmessungen und Massen tatsächlich überschritten, benötigt man eine Erlaubnis zur übermäßigen Straßenbenutzung nach § 29 Abs. 3 der Straßenverkehrsordnung (StVO) (sogenannter „29er“). Diese wird durch die zuständige Straßenverkehrsbehörde ausgestellt. Im Einzelfall kann die Straßenverkehrsbehörde den Einsatz von Großraum- und Schwertransporte ausschließen oder auf bestimmte, genau festzulegende Straßen und Zeiten beschränken.:S. 43
Eine Erlaubnis nach § 29 Abs. 3 StVO ist nicht erforderlich, wenn das Transportfahrzeug z. B. bei Leerfahrten ohne Ladung oder wenn das Transportfahrzeug durch konstruktiv vorgesehene Verkürzungen der Ladefläche usw. in diesem Zustand den Vorschriften des § 32 StVZO entspricht. Das Fahrzeug bedarf in diesem Fall zwar einer Ausnahmegenehmigung nach § 70 StVZO, da die Höchstmaße und -masse zulassungsrechtlich geprüft werden. Solange diese aber tatsächlich nicht ausgenutzt werden oder ausgenutzt werden sollen, ist eine Erlaubnis nach § 29 StVO nicht erforderlich.:S. 43f
Sofern das Transportfahrzeug den gesetzlichen Bestimmungen der Straßenverkehrs-Zulassungs-Ordnung entspricht und die Überschreitung der in § 18 und § 22 StVO festgelegten Abmessungen lediglich durch die Ladung bedingt ist, ist eine Ausnahmegenehmigung gemäß § 46 StVO erforderlich (sogenannter „46er“). Eine Ladungsgenehmigung gemäß § 22 StVO kann lediglich Ausnahmen von den Abmessungen zulassen, sodass bei einer Überschreitung der zulässigen Gesamtmasse und/oder der zulässigen Achslast eine Ausnahmegenehmigung nach § 46 StVO nicht ausreichend ist.:S. 43f

##### Ausnahmegenehmigung gemäß §70StVZO
Die Straßenverkehrs-Zulassungs-Ordnung definiert die technischen Bau- und Betriebsvorschriften für Fahrzeuge und Fahrzeugkombinationen. Wenn ein Fahrzeug die Vorgaben der Straßenverkehrs-Zulassungs-Ordnung nicht erfüllt, etwa weil es zu groß, zu breit, zu hoch oder zu schwer ist, kann eine Ausnahme von diesen Bau- und Betriebsvorschriften beantragt werden. Die Erteilung von Ausnahmegenehmigungen erfolgt gemäß § 70 StVZO. Dabei wird lediglich geprüft, ob das Fahrzeug trotz Abweichung von den allgemeinen Bau- und Betriebsvorschriften zum Verkehr zugelassen werden kann und somit für eine geeignete Strecke zur Verfügung steht bzw. stehen könnte. Eine Prüfung, ob eine konkrete Strecke geeignet ist, erfolgt nicht.:S. 46–72
Die Erteilung von Ausnahmegenehmigungen erfolgt gemäß § 70 Abs. 1 Nr. 1 StVZO durch die höheren Verwaltungsbehörden in bestimmten Einzelfällen oder allgemein für bestimmte einzelne Antragsteller. Für folgende Vorschriften können Ausnahmen erteilt werden::S. 46–72
- § 32 StVZO (Abmessungen von Fahrzeugen und Fahrzeugkombinationen)
- § 32d StVZO (Kurvenlaufeigenschaften)
- § 34 StVZO (Achslast und Gesamtgewicht)

Für die Erteilung einer Ausnahmegenehmigung gemäß § 70 StVZO ist eine vorherige Abnahme der Fahrzeuge/Fahrzeugkombinationen mit Gutachten durch einen amtlich anerkannten Sachverständigen für den Kraftfahrzeugverkehr erforderlich. Das Gutachten dient als Nachweis für die Erteilung der Ausnahmegenehmigung gemäß § 70 StVZO. Ohne dieses Gutachten kann eine Ausnahmegenehmigung gemäß § 70 StVZO in der Regel nicht erteilt werden.:S. 46–72
Jede Ausnahmegenehmigung ist an bestimmte Bedingungen geknüpft. So gilt die Ausnahmegenehmigung nur, wenn bei Fahrten auf öffentlichen Straßen eine gültige Erlaubnis nach § 29 Abs. 3 erteilt und mitgeführt wird. Weitere Auflagen können Beschränkungen für Leerfahrten, das Mitführen von Begleitpersonen, die Begrenzung der Steigung der Fahrstrecke und Geschwindigkeitsbeschränkungen sein. Neben diesen Bedingungen können weitere Auflagen erteilt werden.:S. 46–72

##### Erlaubnis gemäß §29Abs.3StVO
Da Großraum- und Schwertransporte nur mit einer gültigen Erlaubnis gemäß § 29 Abs. 3 StVO stattfinden dürfen, muss vor dem geplanten Transport diese bei der zuständigen Straßenverkehrsbehörde eingeholt werden. Das sind die nach Landesrecht zuständigen unteren Verwaltungsbehörden oder die Behörden, denen durch Landesrecht die Aufgaben der Straßenverkehrsbehörde zugewiesen sind. Die Erlaubnis nach § 29 Abs. 3 StVO erteilt die Straßenverkehrsbehörde (die sogenannte Erlaubnisbehörde), in deren Bezirk der erlaubnispflichtige Verkehr beginnt, oder die Straßenverkehrsbehörde, in deren Bezirk das den Transport durchführende Unternehmen seinen Sitz oder eine Zweigniederlassung hat.:S. 73–121
Zur Vereinheitlichung des weiteren Verfahrens nach § 29 und § 46 StVO zur Erteilung der Erlaubnis wurde die „Richtlinie zum Antrags- und Genehmigungsverfahren für die Durchführung von Großraum- und Schwertransporten“ (RGST) erarbeitet. Mit Beginn des Jahres 2008 wurde das „Verfahrensmanagement für Großraum- und Schwertransporte“ (VEMAGS) eingeführt. Hierbei handelt es sich um ein internetbasiertes Verfahren, bei dem der Antragsteller einen Genehmigungsantrag nach § 29 und § 46 StVO über eine Website an seine zuständige Behörde richtet. Diese Behörde wiederum verteilt die Genehmigungsanfrage auf der gleichen Plattform an die anzuhörenden Stellen. Der große Vorteil dieses Verfahrens liegt darin, dass es quasi keinerlei Medienverluste durch unleserliche Faxe mehr gibt. Weitere Vorteile sind, dass das Programm Plausibilitätsprüfungen zum Antrag durchführt und das gesamte Verfahren online nachvollziehbarer wird. Allerdings ist nicht jede Behörde verpflichtet, am VEMAGS teilzunehmen. Städte und Landratsämter müssen für diesen Dienst monatliche Gebühren entrichten. Vor allem in Bayern werden viele Anträge durch die GENOSK eG bearbeitet, einen offiziellen „Verwaltungshelfer des Freistaates Bayern“.:S. 73–121
Gemäß RGST ist ein Genehmigungsantrag mit dem Absender, Empfänger, Ladungsabmessungen, Massen (auch mit eventuellen Leerfahrtabmessungen), Kennzeichen, Achslasten, Achsabständen, Anzahl der Räder je Achse, Spurweite sowie der Fahrtwegbeschreibung an die Straßenverkehrsbehörde übermittelt. Die Straßenverkehrsbehörde überprüft ob die beantragten Werte mit den genehmigten Werten der vorliegenden Ausnahmegenehmigung gemäß § 70 StVZO übereinstimmen. Im Anschluss erfolgt die Weiterleitung des Genehmigungsantrags durch die Straßenverkehrsbehörde an die zuständige Behörde im Rahmen des Anhörungsverfahrens. Im Rahmen des Anhörungsverfahrens sind die zuständigen Straßenbaubehörden, die Polizei sowie – sofern Bahnstrecken höhengleich gekreuzt werden, z. B. an Bahnübergängen – die Eisenbahninfrastrukturunternehmen anzuhören. Bei einer Fahrt, die über den Bezirk der Erlaubnisbehörde hinausgeht, sind zudem die Straßenverkehrsbehörden zu hören, durch deren Bezirk der Fahrtweg führt. Diese verfahren für ihren Bezirk analog wie die Erlaubnisbehörde. Bei einer Fahrt, die über das Gebiet eines Landes hinausgeht, ist die Zustimmung derjenigen höheren Verwaltungsbehörde einzuholen, durch deren Bezirk die Fahrt in den anderen Ländern jeweils zuerst geht. Auch für diese Behörden verfahren für ihren Bezirk analog wie die Erlaubnisbehörde. Die höhere Verwaltungsbehörde fasst die Anhörungsergebnisse ihres Landes zusammen und nimmt Stellung gegenüber der Erlaubnisbehörde. Wenn die Zustimmung von allen Betroffenen vorliegt, dies kann bis zu zwei bis drei Wochen dauern, erstellt die Erlaubnisbehörde eine Erlaubnis, in der Auflagen der angehörten Stellen zusammengefasst sind.:S. 73–121
Die Erlaubnis gemäß § 29 StVO kann grundsätzlich als Dauererlaubnis oder als Einzelfahrterlaubnis beantragt und erteilt werden. Die Dauererlaubnis gilt dabei bundesweit, flächendeckend und maximal drei Jahre. Dabei darf das Transportfahrzeug bestimmte, in der Verwaltungsvorschrift zu § 29 StVO genannte Maße und Massen nicht überschreiten (sogenannte Anhörfreigrenzen). Sofern die Werte der Verwaltungsvorschrift zu § 29 StVO jedoch nicht eingehalten werden können, muss jede Fahrt einzeln genehmigt werden, wobei sowohl der Zeitraum als auch die Strecke zu definieren sind.:S. 73–121
Die Erlaubnis beinhaltet allgemeine und besondere Auflagen. Die allgemeinen Auflagen sind in der RGST festgehalten. Zu den besonderen Auflagen können beispielsweise Fahrzeitbeschränkungen, Wochenendsperrzeiten, Regelungen zur Urlaubssperrzeit, Bestimmungen zur Baustellen- und Berufsverkehrsregelung sowie die Verpflichtung zur Begleitung des Transports durch private Begleitfahrzeuge oder durch die Polizei gehören.:S. 73–121 So dürfen Schwertransporte in der Regel nur montags 9 Uhr bis freitags 15 Uhr durchgeführt werden. Bei einer Breite bis 3,2 Metern wird meist die verkehrsarme Tageszeit genehmigt, so dass die Transporte nicht in der Zeit von 6 Uhr bis 8:30 Uhr und von 15:30 Uhr bis 19 Uhr durchgeführt werden dürfen. Nahezu alle Transporte, die über diese Breiten hinausgehen, werden während der Nacht zwischen 22 und 6 Uhr durchgeführt.
Im Jahr 2017 wurden im Zuständigkeitsbereich des Bundesamtes für Güterverkehr (BAG) 393.572 Anträge gestellt, 2016 waren es nur 359.534. Die Zahl der Transporte lag wesentlich höher, da die Transporte mit Dauergenehmigungen noch dazu kamen.

#### Strecken
Routinemäßig transportiert MAN Diesel & Turbo Schiffsmotoren aus dem Werk Augsburg zum Neckar-Hafen Heilbronn, wo der Schwergutkai für 350 Tonnen ausgebaut wurde. Ebenfalls in Augsburg ansässig sind Unternehmen der Luftfahrtindustrie. Für diese wurde Anfang 2010 ein 267-Tonnen-Schwertransport mit einem 25 m langen und 8 m breiten Autoklav-Ofen für den Flugzeugbau (Großraumflugzeug Airbus A350) durch die Spedition Voss International von Lauffen am Neckar nach Augsburg verbracht. Drei Wochen brauchte der Transport im Winterwetter für die knapp 200 Kilometer lange Strecke auf teils verschlungenen Pfaden, die bereits 2008 erkundet wurden (Etappenorte u. a.: Mickhausen, Schwabmünchen, Oberottmarshausen).
Die Landesstraße 1066 im Landkreis Schwäbisch Hall ist Teil der ausgewiesenen Schwerlast- und Großraumtransportstrecke zwischen Ravensburg und Heilbronn, was dazu beitrug, in Fichtenberg die im November 2010 eröffnete Ortsumgehung zu bauen. Zudem werden die Bundesstraße 39, Bundesstraße 14 (Mainhardt bis Sulzbach an der Murr), Bundesstraße 19 (Gaildorf-Unterrot bis Neresheim) benutzt. Nicht immer läuft alles reibungslos. So kam 2005 ein Transport bei Abtsgmünd von der Straße ab. Im November 2010 wurde ein 390 Tonnen schwerer und 70 Meter langer Transport an der Rems-Murr-Kreisgrenze bei Fornsbach einige Tage aufgehalten, weil der Achsabstand des Lastzuges geringer als genehmigt war.

### Nordamerika
In den USA und Kanada werden Pilot Cars als Begleitfahrzeuge von Schwertransporten eingesetzt.

### Job of the Year
Der Europäische Dachverband der Schwertransport- und Mobilkranunternehmen (ESTA) schreibt jedes Jahr die ESTA Awards of Excellence aus. Dafür werden die anspruchsvollsten und schwierigsten Schwertransporte gesucht, welche im vergangenen Jahr durchgeführt wurden. Die ESTA verleiht neun Preise in verschiedenen Kategorien an Kran- und Schwertransportunternehmen.

### Große Lasten
Mit einem Schnabelwagen mit zweimal 14 hintereinanderliegenden Achslinien transportierte Rotran einen 406,9 t schweren Transformator von Siemens für Eskom in Südafrika etwa 800 Kilometer von der Küste ins Landesinnere nach Kwazulu, Natal. Sechs Zugmaschinen – fünf davon vorgespannt, eine im Schub – ergaben ein 160 m langes Gespann mit 1100 t Gesamtmasse bei 6000 PS Gesamtmotorleistung.
Megalift Pty Ltd, Australien transportierte vor etwa 20 Jahren sechs Autoklaven mit je 530 t Gewicht.
Das Blatt einer Windturbine wird nur an einem Ende an einem WKA-Rotor angeschraubt und dementsprechend auch beim Transport nur einseitig gehaltert. Der Flügel ist auf dem Transportwagen durch Gelenke und Hydraulik in der Höhe und seitlich verschwenkbar, um verschiedenartige Hindernisse und enge Kurven bewältigen zu können. Mit einem 56 m langen Blatt für das Repowering des Tauernwindparks kippte 2018 eine ballastierte Transportplattform auf einer kurvigen Bergstraße um.

### Fahrzeuge
Die deutschen Hersteller Goldhofer und Scheuerle Fahrzeugfabrik bauen aus Modulen aufgebaute Schwerlastplattformen mit 15–45 Tonnen Last pro Achslinie und – kombiniert – für bis zu über 10.000 Tonnen Nutzlast. Die einzeln lenkbaren Achsaggregate enthalten je zwei Räder oder zwei Zwillingsräder. Die je etwa 6-achsigen Module von 2½ bis 3 m Breite können steif hintereinander- und auch nebeneinandergekuppelt werden. Ein Schwanenhals kuppelt mit einer Zugmaschine, deren Hinterachsen somit Traglast übernehmen. Steif gekuppelte Brücken werden der Form der Nutzlast angepasst: Tiefbett, rahmenförmige für Kessel oder schmale für Fahrzeuge, die nur zwischen den Rädern oder Raupen aufgenommen werden. Die Räder von Selbstfahrern werden hydrostatisch angetrieben und einzeln hydraulisch gefedert. Besonders lange Lasten werden mit oder ohne Palette an zwei Punkten von zwei Selbstfahrern gestützt, das Ladegut kann somit in Kurven Gebiete neben der befestigten Straße überragen.
Self-Propelled Modular Transporter (SPMT), auch Selbstfahrer genannt, sind Tieflader mit dauerhaft oder je nach Bedarf angebautem Motor, der via Hydraulikleitung von Nutzlast belastete Räder mittels Hydraulikmotoren antreibt. Die steuernde Person kann aufsitzen oder auf der Straße vorausgehen. Der Tieflader wird dabei nicht punktuell durch die Zugkraft einer Zugmaschine belastet. Der Straße wird die Zusatzbelastung durch das Gewicht einer Zugmaschine erspart, was insbesondere auf Brücken bedeutsam sein kann. Selbstfahrer weisen üblicherweise Radpaare auf, die einzeln hydrostatisch gefedert und alle einzeln lenkbar sind. Durch geeignet koordiniertes Lenken kann ein Selbstfahrer im Stand drehen oder schräg zu seiner Längsachse fahren. Selbstfahrer sind im Allgemeinen an solche gleichen Typs sowohl stirnseitig längs als auch seitlich quer aneinanderkoppelbar.
Beispiel für einen Sondertransport per Selbstfahrer: Videos vom Bau der Bypassbrücken zur VÖEST-Brücke in Linz zeigen den Transport wenige hundert Meter an Land und in der strömenden Donau mit anschließendem Einheben auf eine Höhe von gut 10 Metern über dem Wasserspiegel.
Zum Transport werden teilweise spezielle Konstruktionen wie Tragschnabelbrücken (Ladegut steif genug für die Knickmomente der Schnäbel) oder Kesselbrücken (extrem absenkbar) benutzt.

## Schwertransport mit der Eisenbahn

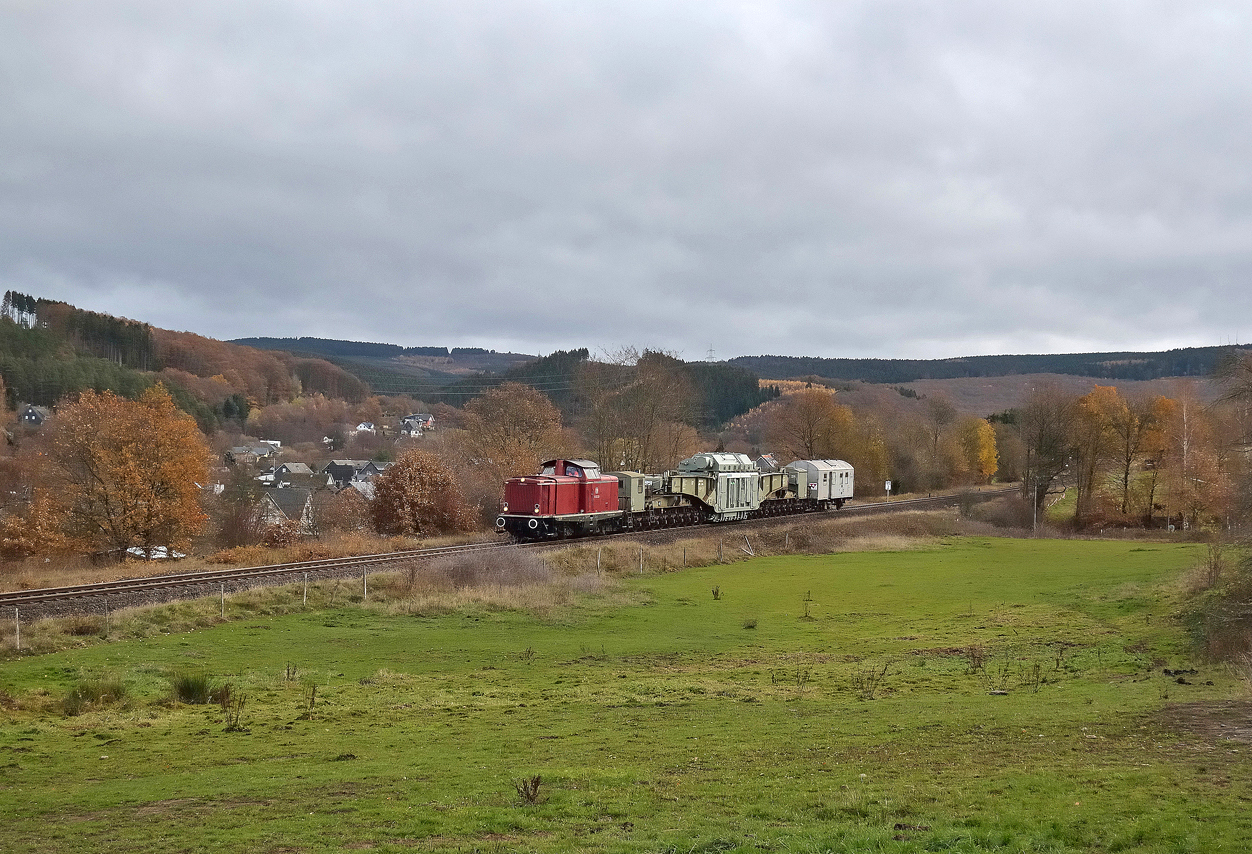
Ein Trafo-Schwertransport für die Firma Amprion, bestimmt für das Umspannwerk Dauersberg, mit einer Diesellokomotive der DB-Baureihe V100 auf der Hellertalbahn zwischen Zeppenfeld und Neunkirchen (November 2018)

Eisenbahnen sind aufgrund ihrer Systemeigenschaften grundsätzlich für lange und schwere Güterzüge geeignet. Schienengüterverkehre mit besonders langen, schweren und/oder besonders großen Transportvolumina werden auch als Schwerlastverkehre (englisch Heavy Haul) bezeichnet. Dabei handelt es sich häufig um speziell für den Schwerlastverkehr ausgebaute Eisenbahnstrecken mit Radsatzlasten von mindestens 25 t/Radsatz, mit Zügen, die mehr als 5.000 t schwer sind und/oder jährlich mindestens 20 Millionen Bruttotonnen Güter auf einem bestimmten Streckenabschnitt von mindestens 150 km Länge befördern.
Abseits dieser speziellen Bahnen gibt es ebenso außergewöhnliche Sendungen, die etwa Lademaßüberschreitungen aufweisen oder deren Zuglänge über die für die Strecke übliche Länge hinausgehen. Hier müssen betriebliche Maßnahmen wie Sperrung von Gegengleisen oder das Sicherstellen einer freien Fahrt erfolgen, um den Gütertransport durchführen zu können. Die Beförderung großer Massen auf der Schiene mit Schwerwagen werden auch Schwergüterbeförderung genannt.
2017 wurden 9735 Transporte auf dem Schienennetz beantragt, 2016 waren es 9691.
Um etwa einen schweren und maximal großen Transformator über die Schiene transportieren zu können, werden besondere Tragschnabelwagen eingesetzt. Dazu ist der Transformator an vorderer und hinterer Stirnseite jeweils mit vier Laschen (an steifen Stellen nahe den Quaderecken) gefertigt. Jeder Tragschnabel koppelt über Mäuler und Bolzen an diesen vier Punkten gelenkig an und verlegt die Wirklinie der halben Nutzlast (plus Schnabelgewicht) weit auskragend nach vorn bzw. hinten, um diese Last über mehrfache Verbrückungsträger auf ausreichend viele Radachsen verteilen zu können. Hydraulisch verstellbar sind sowohl der vertikale Schnabelknick, um die Last an Schienenkuppen ausreichend anzuheben, als auch die seitliche Position des Aufliegens der Schnabelspitze auf der Wagenbrücke, um das lange und breite Ladegut an engen Kurven nach außen zu schieben und durch seitliche Engpässe zu manövrieren.

## Schwertransport bei der Schifffahrt

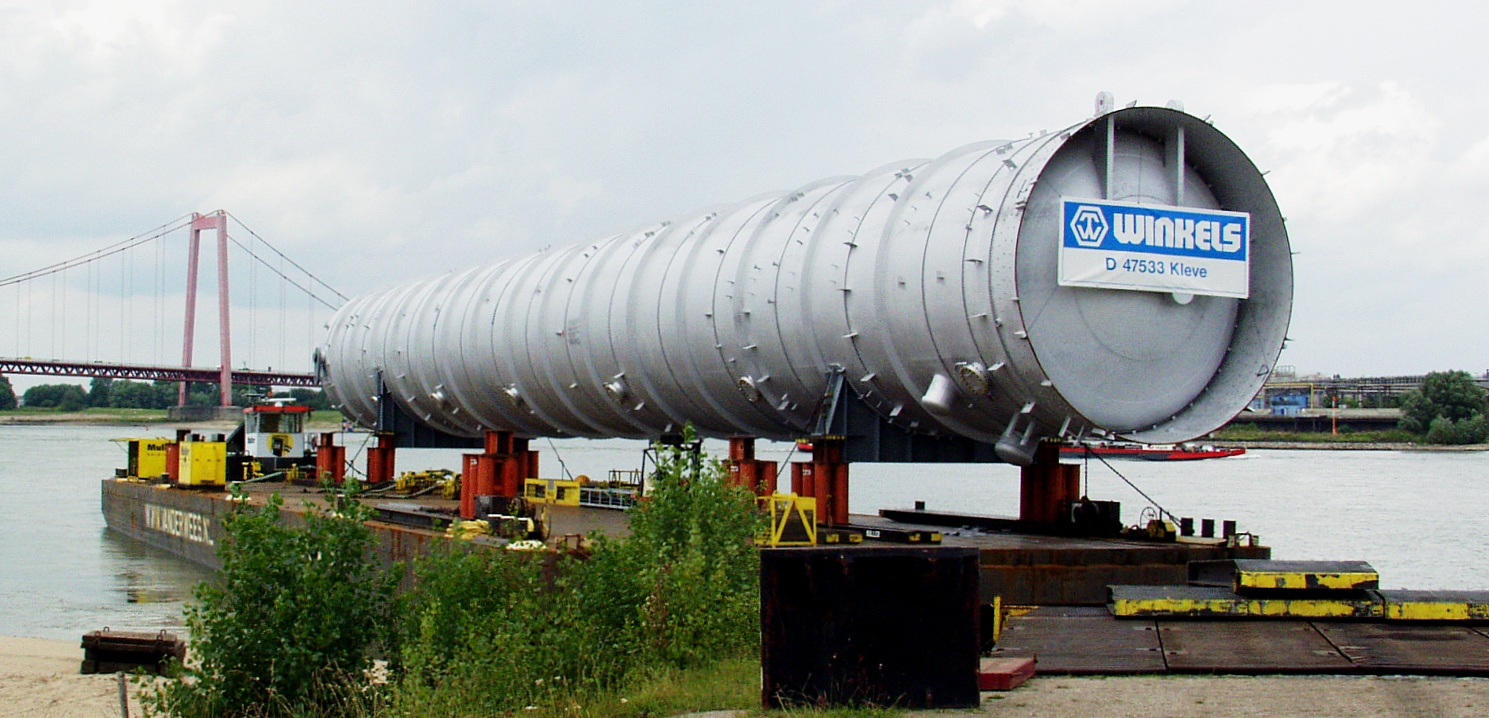
Schwertransport einer Kolonne auf dem Rhein

Schwertransporte innerhalb eines Kontinents sind bei Vorhandensein von Schifffahrtswegen auch mit Binnenschiffen möglich.